# Майер, Барбара (кёрлингистка 1962)
Не следует путать с другой швейцарской кёрлингисткой, тёзкой и почти однофамилицей, только в другом написании фамилии (Barbara Meyer, Барбара Мейер).

Ба́рбара Ма́йер (нем. Barbara Meier; род. 15 мая 1962) — швейцарская кёрлингистка.
В составе женской команды Швейцарии участник четырёх чемпионатов мира и трёх чемпионатов Европы, участвовала в демонстрационном турнире по кёрлингу на зимних Олимпийских играх 1988.

## Достижения
- Чемпионат мира по кёрлингу среди женщин: золото (1983), бронза (1985).
- Чемпионат Европы по кёрлингу: бронза (1983, 1988).
- Чемпионат Швейцарии по кёрлингу среди женщин: золото (1983, 1985, 1986, 1989).

## Команды
| Сезон   | Четвёртый          | Третий        | Второй             | Первый             | Турниры                                     |
| ------- | ------------------ | ------------- | ------------------ | ------------------ | ------------------------------------------- |
| 1982—83 | Эрика Мюллер       | Барбара Мейер | Барбара Майер      | Кристина Вирц      | ЧШЖ 1983 · ЧМ 1983                          |
| 1983—84 | Эрика Мюллер       | Барбара Мейер | Барбара Майер      | Кристина Вирц      | ЧЕ 1983                                     |
| 1984—85 | Эрика Мюллер       | Барбара Мейер | Барбара Майер      | Франциска Йёр      | ЧШЖ 1985 · ЧМ 1985                          |
| 1985—86 | Эрика Мюллер       | Ирен Бюрги    | Барбара Майер      | Кристина Лестандер | ЧШЖ 1986 · ЧМ 1986 (6 место)                |
| 1987—88 | Кристина Лестандер | Барбара Майер | Кристина Гартенман | Катрин Петеранс    | ЧЕ 1987 (5 место) ЗОИ 1988 (демо) (7 место) |
| 1988—89 | Кристина Лестандер | Барбара Майер | Ингрид Тулин       | Катрин Петеранс    | ЧЕ 1988 · ЧШЖ 1989 · ЧМ 1989 (5 место)      |

(скипы выделены полужирным шрифтом)